# Farago
Farago je priimek več znanih oseb:
- Iván Faragó (*1946), madžarski šahist
- Ladislas Farago (1906—1980), madžarsko-ameriški pisatelj
- Tamás Faragó (*1952), madžarski vaterpolist